# 久留米大學
久留米大學（日语：久留米大学／くるめだいがく）是一所位在日本福岡県的私立大學。
前身為九州醫學專門學校，是日本著名的綜合私立大學，同時與九州大学，北九州市立大學等一流大學組成了九州六大學棒球聯盟。
英國泰晤士高等教育世界大學排名久留米大學為全日本第16名，位列全球“801-1000”名，連續3年位居九州第3。
日本私立大學內排名從去年第8位上升至第5位，國立大學則從第21位上升到第19位。
現設有文學部、法學部、經濟學部、商學部、醫學部，共5個學部11個學科，大學以心理相關與醫療看護專業見長。

## 概要
1946年申格。設有醫學系，商學系，經濟學系，文學系，法學系。也是日本少有獨立醫學中心，康復中心，醫學院，醫院的私立大學。

## 教學單位

### 醫學院
- 醫學系
- 看護學系

### 商學院
- 商學系
  - 商学組
  - 專攻経営学
  - 会計学組

### 文学院
- 国際文化学系
  - 国際文化専攻
  - 英語溝通専攻
- 心理学系
- 社会福祉学系
  - 医療福祉組
  - 家庭與孩子組
- 社會學系

### 法学院
- 法律学系
- 国際政治学系
  - 国際関係組
  - 外国語組
  - 国際情報科学組

### 経済学院
- 経済学系
  - 経済理論・情報組
  - 国際與社会経済組
- 文化経済学系
  - 網路文化経済組
  - 観光與環境経済組

### 大學醫學院
- 久留米醫學中心
- 久留米醫院
- 久留米康復中心

### 圖書館群
- 医学図書館（旭町キャンパス）
- 御井図書館（御井キャンパス）
- 法科大学院図書館

## 姊妹校
- 吳鳳科技大學
- Liverpool John Moores University
- 南奧勒岡大學
- 巴斯思巴大學
- 新堡大學
- 南開大學
- 吉林大學
- 北京第二外国語學院
- 南台科技大學
- 全州大学
- 合肥工業大學(只有商學院)